# عنکبوت‌های خارانگشتی
عنکبوت‌های خارانگشتی (نام علمی: Eutichuridae) نام یک تیره از درست‌مادینه است.